# Peter Hoekstra
Peter Martin Hoekstra (* 4. April 1973 in Assen) ist ein ehemaliger niederländischer Fußballspieler. 
Hoekstra begann seine Karriere in der Jugend von PSV Eindhoven. 1991 hatte er sein Debüt im Profifußball beim Ligaspiel PSV Eindhoven gegen FC Utrecht. 1992 gewann er mit PSV Eindhoven die Niederländische Meisterschaft, 1996 und 1998 war er mit Ajax Amsterdam erfolgreich. 
Der Stürmer absolvierte insgesamt fünf A-Länderspiele für die niederländische Nationalmannschaft. Hoekstra stand im niederländischen Aufgebot der Europameisterschaft 1996 und kam dort zweimal zum Einsatz. 
2004 beendete Peter Hoekstra seine Fußballkarriere.
Seit der Saison 2008/09 arbeitet er als Jugendtrainer des FC Groningen.